# British Academy Film Awards 1986
Die 39. Verleihung der British Academy Film Awards fand 1986 in London statt. Die Filmpreise der British Academy of Film and Television Arts (BAFTA) wurden in 19 Kategorien verliehen, wobei der Preis für die beste Regie nicht vergeben wurde; hinzu kamen eine Spezial- und eine Ehrenpreis-Kategorie. Die Verleihung zeichnete Filme des Jahres 1985 aus.
| Film                        | N | A |
| --------------------------- | - | - |
| Amadeus                     | 9 | 4 |
| Reise nach Indien           | 9 | 1 |
| Der einzige Zeuge           | 7 | 1 |
| Zurück in die Zukunft       | 5 | 0 |
| The Purple Rose of Cairo    | 4 | 2 |
| Der Smaragdwald             | 3 | 0 |
| Legende                     | 3 | 0 |
| A Chorus Line               | 2 | 0 |
| Brazil                      | 2 | 2 |
| Carmen                      | 2 | 0 |
| Cotton Club                 | 2 | 1 |
| Die Ehre der Prizzis        | 2 | 1 |
| Eine demanzipierte Frau     | 2 | 0 |
| Mein wunderbarer Waschsalon | 2 | 0 |

## Preisträger und Nominierungen
Amadeus und Reise nach Indien galten im Vorfeld der Veranstaltung mit je neun Nominierungen als Favoriten. Während Amadeus vier Auszeichnungen und damit die meisten Preise des Abends erhielt, gehörte Reise nach Indien mit nur einer Auszeichnung zu den Verlierern der 39. BAFTA-Verleihung, wie auch Zurück in die Zukunft: Der Film ging bei fünf Nominierungen leer aus.

### Bester Film
The Purple Rose of Cairo – Robert Greenhut, Woody Allen
Amadeus – Saul Zaentz, Miloš Forman
Der einzige Zeuge (Witness) – Edward S. Feldman, Peter Weir
Reise nach Indien (A Passage to India) – John Brabourne, Richard B. Goodwin, David Lean
Zurück in die Zukunft (Back to the Future) – Bob Gale, Neil Canton, Robert Zemeckis

### Bester Hauptdarsteller
William Hurt – Kuß der Spinnenfrau (Kiss of the Spider Woman)
F. Murray Abraham – Amadeus
Victor Banerjee – Reise nach Indien (A Passage to India)
Harrison Ford – Der einzige Zeuge (Witness)

### Beste Hauptdarstellerin
Peggy Ashcroft – Reise nach Indien (A Passage to India)
Mia Farrow – The Purple Rose of Cairo
Kelly McGillis – Der einzige Zeuge (Witness)
Alexandra Pigg – Brief an Breshnev (A Letter to Breshnev)

### Bester Nebendarsteller
Denholm Elliott – Button – Im Sumpf der Atommafia (Defence of the Realm)
James Fox – Reise nach Indien (A Passage to India)
John Gielgud – Eine demanzipierte Frau (Plenty)
Saeed Jaffrey – Mein wunderbarer Waschsalon (My Beautiful Laundrette)

### Beste Nebendarstellerin
Rosanna Arquette – Susan … verzweifelt gesucht (Desperately Seeking Susan)
Judi Dench – Wetherby – Die Gewalt vergessener Träume
Anjelica Huston – Die Ehre der Prizzis (Prizzi’s Honor)
Tracey Ullman – Eine demanzipierte Frau (Plenty)

### Bestes adaptiertes Drehbuch
Richard Condon, Janet Roach – Die Ehre der Prizzis (Prizzi’s Honor)
Julian Bond – Die letzte Jagd (The Shooting Party)
David Lean – Reise nach Indien (A Passage to India)
Peter Shaffer – Amadeus

### Bestes Original-Drehbuch
Woody Allen – The Purple Rose of Cairo
Bob Gale, Robert Zemeckis – Zurück in die Zukunft (Back to the Future)
Hanif Kureishi – Mein wunderbarer Waschsalon (My Beautiful Laundrette)
Earl W. Wallace, William Kelley – Der einzige Zeuge (Witness)

### Beste Kamera
Miroslav Ondříček – Amadeus
Ernest Day – Reise nach Indien (A Passage to India)
Philippe Rousselot – Der Smaragdwald (The Emerald Forest)
John Seale – Der einzige Zeuge (Witness)

### Bestes Szenenbild
Norman Garwood – Brazil
John Box – Reise nach Indien (A Passage to India)
Patrizia von Brandenstein – Amadeus
Lawrence G. Paull – Zurück in die Zukunft (Back to the Future)

### Beste Kostüme
Milena Canonero – The Cotton Club (The Cotton Club)
Charles Knode – Legende (Legend)
Judy Moorcroft – Reise nach Indien (A Passage to India)
Theodor Pištěk – Amadeus

### Beste Maske
Paul LeBlanc, Dick Smith – Amadeus
Rob Bottin, Peter Robb-King – Legende (Legend)
Anna Dryhurst, Paul Engelen, Peter Frampton, Luis Michelotti, Beth Presares – Der Smaragdwald (The Emerald Forest)
Michael Westmore – Die Maske (Mask)

### Beste Filmmusik
Maurice Jarre – Der einzige Zeuge (Witness)
Harold Faltermeyer – Beverly Hills Cop – Ich lös’ den Fall auf jeden Fall (Beverly Hills Cop)
Brian Gascoigne, Junior Homrich – Der Smaragdwald (The Emerald Forest)
Maurice Jarre – Reise nach Indien (A Passage to India)

### Bester Schnitt
Michael Chandler, Nena Danevic – Amadeus
John Bloom – A Chorus Line
Harry Keramidas, Arthur Schmidt – Zurück in die Zukunft (Back to the Future)
Thom Noble – Der einzige Zeuge (Witness)

### Bester Ton
Mark Berger, Christopher Newman, John Nutt – Amadeus
Jonathan Bates, Gerry Humphreys, Christopher Newman – A Chorus Line
Edward Beyer, David Carroll, Jack C. Jacobsen – Cotton Club (The Cotton Club)
Hugues Darmois, Dominique Hennequin, Bernard Leroux, Harald Maury – Carmen

### Beste visuelle Effekte
Richard Conway, George Gibbs – Brazil
Nick Allder, Peter Voysey – Legende (Legend)
Kevin Pike, Ken Ralston – Zurück in die Zukunft (Back to the Future)
R. Greenberg Associates – The Purple Rose of Cairo

### Bester Kurzfilm
Careless Talk – Regie: Noella Smith
One For My Baby – Regie: Chris Fallon
The Woman Who Married Clark Gable – Regie: Thaddeus O’Sullivan

### Bester animierter Kurzfilm
Alias the Jester – Regie: Brian Cosgrove, Mark Hall
Danger Mouse – Regie: Brian Cosgrove, Mark Hall
SuperTed – Regie: David Edwards, Mike Young
The Wind In The Willows: Winter Sports – Regie: Mark Hall, Brian Cosgrove

### Bester Dokumentarfilm
Omnibus, Folge: Leonard Bernstein’s West Side Story – Regie: Christopher Swann
Marilyn Monroes letzte Tage (Say Goodbye to the President) – Regie: Christopher Olgiati
The Frozen Ocean: Part 1 – Kingdom of the Ice Bear – Regie: Mike Salisbury, Hugh Miles
The South Bank Show, Folge: David Lean: A Life in Film – Regie: Nigel Wattis

### Bester nicht-englischsprachiger Film
Oberst Redl, Ungarn/BRD/Österreich – Manfred Durniok und István Szabó
Carmen, Frankreich/Italien – Patrice Ledoux und Francesco Rosi
Dim Sum – Etwas fürs Herz (Dim Sum: A Little Bit of Heart), USA – Tom Sternberg, Wayne Wang und Danny Yung
Subway, Frankreich – Luc Besson und François Ruggieri

## Spezial- und Ehrenpreise

### Academy Fellowship
Steven Spielberg – US-amerikanischer Filmregisseur, -produzent und Drehbuchautor

### Herausragender britischer Beitrag zum Kino
(Outstanding British Contribution to Cinema)
Sydney Samuelson (CBE) – Gründer der Kamera- und Filmequipment-Verleihfirma Samuelson Film Services, Wegbereiter der British Academy of Film and Television Arts (BAFTA)